# پوکانگوو
پوکانگوو (به لهستانی:  Pokaniewo) یک روستا در لهستان است که در گمینا میلیچتسه واقع شده‌است.